# Gertrude Bell
Gertrude Margaret Lowthian Bell, OBE (14 de julho de 1868 – 12 de julho de 1926 (57 anos)) foi uma escritora britânica, viajante, política, administradora e arqueóloga que explorou, mapeou e se tornou altamente influente na política do Império Britânico devido a suas viagens a Grande Síria, Mesopotâmia, Ásia Menor e Arábia. Junto com T. E. Lawrence, Bell ajudou a dinastia Hachemita a se estabelecer onde atualmente é a Jordânia assim como no Iraque. Ela teve um papel maior no estabelecimento e ajuda na administração do estado do Iraque, utilizando-se  sua perspectiva única, de suas viagens e relações com líderes tribais por todo o Oriente Médio. Durante sua vida ela foi altamente respeitada e considerada confiável pelos oficiais britânicos. Teve um  imenso poder para uma mulher de sua época. Ela também tem sido descrita como "um dos poucos representantes do Governo de Sua Majestade que é lembrado pelos árabes com algo que se assemelha a afeição".

## No Cinema
- Em 1992 Gillian Barge interpretou Bell no filme da ITV Lawrence da Arábia - Um Homem Perigoso.

- Em 2015 Werner Herzog lançou Rainha do Deserto. O filme documenta a vida de Bell, protagonizado por Nicole Kidman.[2]

- Em 2016 foi lançado o documentário Letters from Baghdad baseado nos escritos de Gertrude Bell e dos seus contemporâneos. O filme foi realizado e produzido por Zeva Oelbaum e Sabine Krayenbühl. As citações das cartas de Bell foram lidas por Tilda Swinton.[3][4]

## Obras selecionadas
- Bell, Gertrude (1892). Poems from the Divan of Hafiz. London: [s.n.]
- Bell, Gertrude (1907). The Desert and the Sown. [S.l.: s.n.]
- Bell, Gertrude (1910). Mountains of the Servants of God. [S.l.: s.n.]
- Bell, Gertrude (1911). Amurath to Amurath. [S.l.: s.n.]
- Bell, Gertrude (1914). The Palace and Mosque of Ukhaidir: a Study in Early Mohammadan Architecture. [S.l.: s.n.]
- Bell, Gertrude (1961). Gertrude Bell: From Her Personal Papers 1914–1926. London: Ernest Benn Ltd
- Bell, Gertrude (2015). A Woman in Arabia: The Writings of the Queen of the Desert. London: Penguin
- Gertrude Lowthian Bell; Gertrude Bell (1919) [1907]. The Desert and the Sown: Travels in Palestine and Syria. [S.l.]: W. Heinemann. 340 páginas
- Gertrude Bell (1911, rep.1924) From Amurath to Amurath, complete text with illustrations.
- Works by Gertrude Bell at Project Gutenberg Australia The letters of Gertrude Bell, selected and edited by Lady Bell, 1927 (plain text and HTML)
- The Arabian Report
- Arab Bulletin

### Publicadas em Português
- Uma Mulher na Arábia. [S.l.]: Relógio D'Água. 2017. ISBN 9789896417628[5]